# Eskoriatza

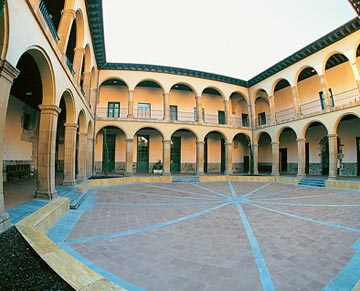
Cloître du bâtiment classique de la faculté des Humanités et des Sciences de l'éducation de l'université de Mondragón.

Eskoriatza en basque ou Escoriaza en espagnol est une commune du Guipuscoa dans la communauté autonome du Pays basque en Espagne.

## Étymologie
En basque « eskoria » a la même signification qu'en castillan: « terre noire », c'est-à-dire un type de sol de grande qualité pour la culture de céréales, riche en humus et avec présence de restes céramiques. Apparemment celles-là étaient les caractéristiques du sol dans la partie de la vallée de Léniz qu'a formée cette commune, ce pourquoi cette partie de la vallée était connue comme eskoriatza. Le suffixe - tza c'est un suffixe fréquent en basque.
Il existe une autre théorie différente qui fait dériver le nom de la commune de celui de l'ancienne forteresse d'Aitzorrotz, située dans son terme et qui dans des documents médiévaux est écrit comme Axcorrocia.
Traditionnellement le nom a été transcrit comme Escoriaza, en accord avec l'orthographe castillane. Avec la création d'une orthographe et une grammaire unifiée l'euskara dans la seconde moitié du XXe siècle, le nom de la commune a commencé à être transcrit comme Eskoriatza. En 1980 la commune a adopté comme seule dénomination officielle Eskoriatza, qui à son tour a été publié dans le BOE le 22 avril 1989 et est par conséquent actuellement la seule dénomination officielle de cette commune.
Au niveau dialectal et principalement en parlant l'euskara (le basque), dans la comarque de Debagoiena, on nomme généralement cette localité « Eskoitza », qui est une forme syncopée d'Eskoriatza.

## Quartiers
Les bourgs (elizate) sont d'anciens villages qui ont été assignés à la localité d'Eskoriatza, quand on a formé l'Université d'Eskoriatza en 1630. De fait les bourgs sont précédentes à son existence au noyau urbain du village. Le long de l'histoire ils ont maintenu une forte personnalité propre, par exemple ils constituent ainsi encore des paroisses différentes à Escoriaza. Actuellement la croissance du noyau urbain de la municipalité associée au dépeuplement de ces bourgades les a transformées en petits quartiers ruraux qui s'ajoutent un peu plus de 11 % de la population de la commune et ils ont perdu de l'importance dans l'ensemble de la commune. Toutefois, la plus grande partie du territoire municipal d'Eskoriatza est celui des bourgades. Les sept bourgs d'Eskoriatza sont :
1. Apotzaga : 64 habitants.
2. Bolibar : 106 habitants.
3. Gellao : 25 habitants.
4. Marin : 54 habitants.
5. Mazmela : 77 habitants.
6. Mendiola : 50 habitants.
7. Zarimutz : 62 habitants

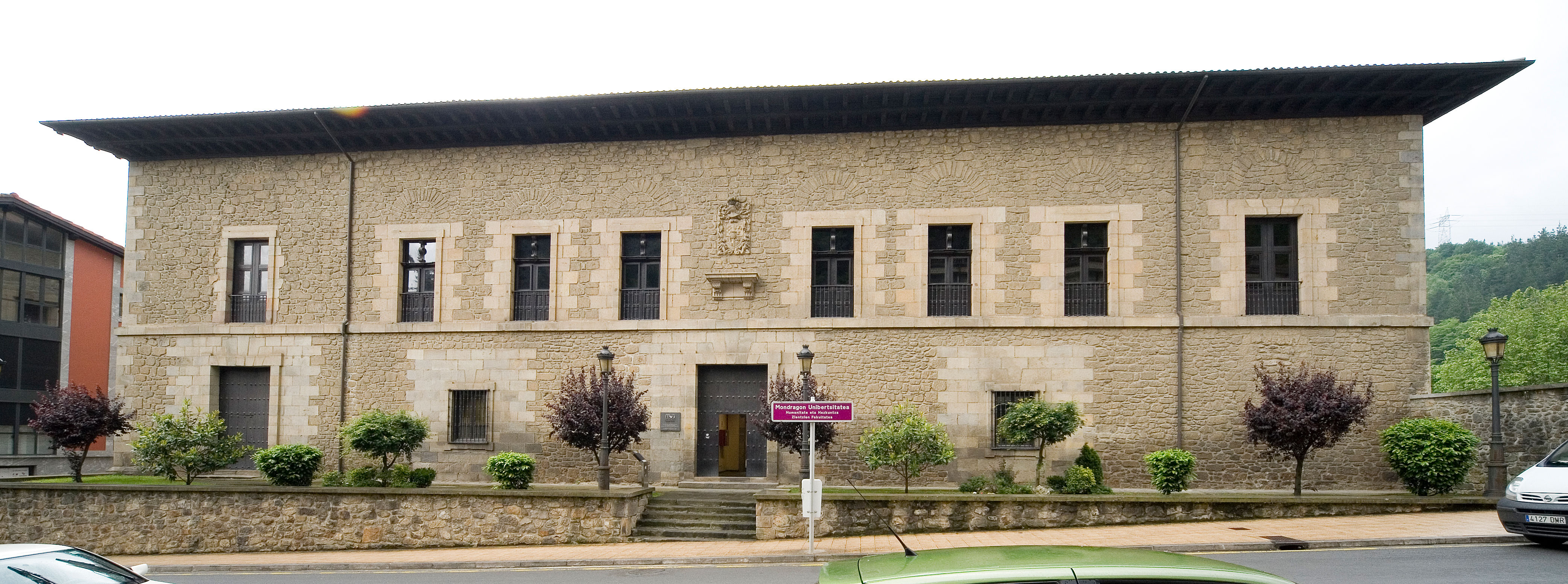
Huhezi, université de Mondragon

Les bourgades ont leurs propres maire de quartier et dans les dernières élections municipales ont obtenu un acte de conseiller municipal pour l'association des bourgades, qui représente les intérêts de ces noyaux ruraux dans la commune.

## Personnalités
- Prudencio Murguiondo (1767-1825): marin et militaire qui eut une participation notable dans les invasions anglaises du rio de la Plata et dans les luttes postérieures à l'indépendance de l'Argentine.
- Felix Aramburuzabala Lazcano-Iturburu (1886-1972): chef d'entreprise de la brasserie mexicaine Groupe Modelo. Grand-père de l'entrepreneuse mexicaine Maria Asunción Aramburuzabala Larregui, considérée comme la femme la plus riche d'Amérique latine.
- José Arana (1839-1908): directeur du théâtre de royal de Madrid et créateur de la « Semana Grande de San Sebastián ». Une rue porte son nom dans son village natal, ainsi qu'une dans la ville de Saint-Sébastien. Il est enterré à Escoriaza dans un panthéon, œuvre de Mariano Benlliure.
- Víctor Sarasqueta (1864-1930), entrepreneur armurier.
- Félix Likiniano, (1909–1983), anarchiste basque et militant détaché de la CNT. Fut le créateur du fameux anagramme ETA avec le serpent et la hache.

### Sources
- (es) Cet article est partiellement ou en totalité issu de l’article de Wikipédia en espagnol intitulé « Escoriaza » (voir la liste des auteurs).